# Jitka Čvančarová

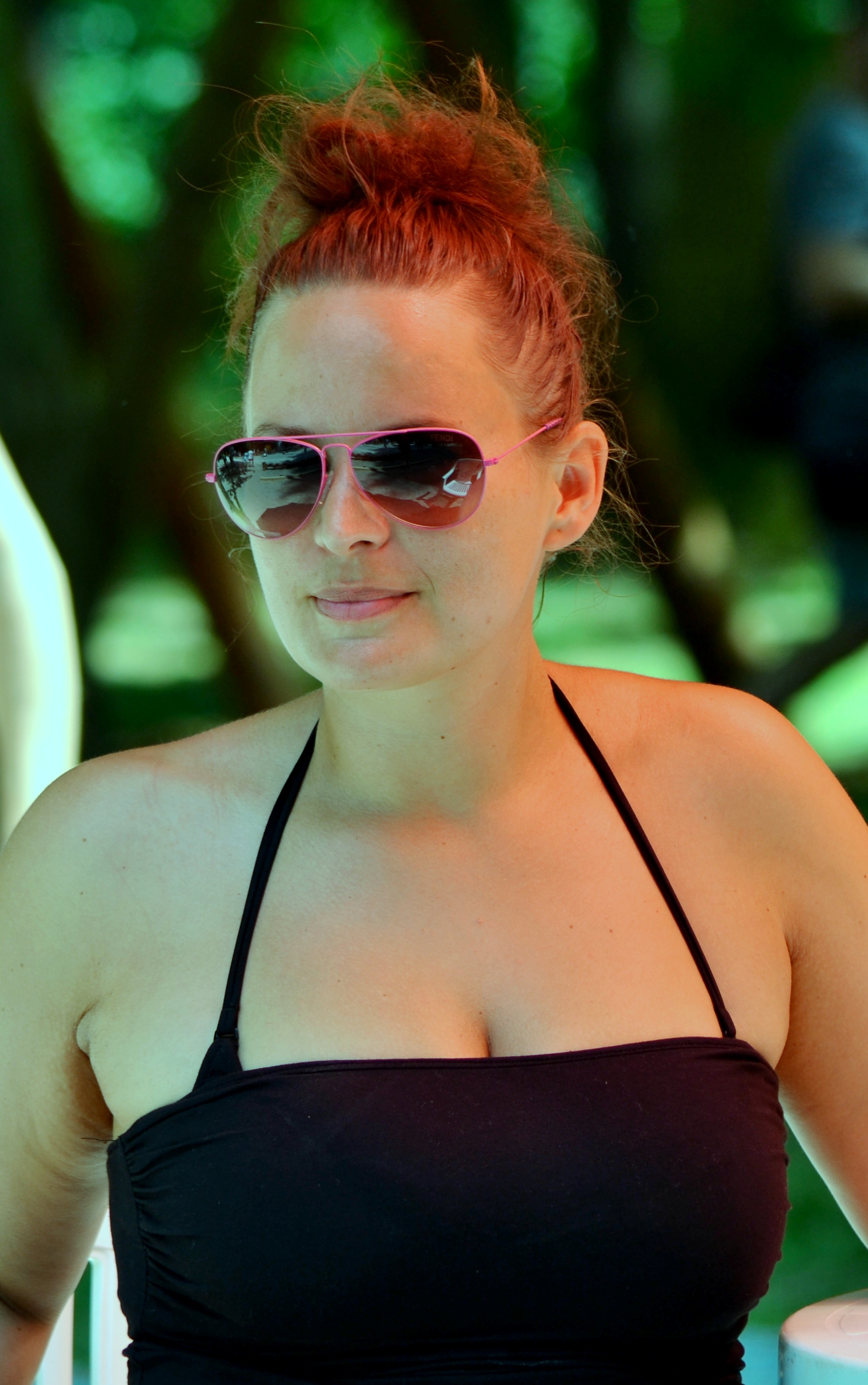
Jitka Čadek Čvančarová, 2013

Jitka Čadek Čvančarová (rozená Čvančarová, * 23. března 1978 Mělník) je česká herečka, zpěvačka, moderátorka a filantropka.

## Životopis
Po dokončení Základní školy Jaroslava Seiferta a Střední stavební školy v Mělníku vystudovala v roce 2002 muzikálové herectví na Divadelní fakultě Janáčkovy akademie múzických umění v Brně, kde získala titul magistr umění (MgA.). V letech 2000–2007 byla ve stálém angažmá v Městském divadle Brno. K roku 2019 hostovala na několika pražských divadelních scénách, bez stálého angažmá.
Od roku 2004 moderovala v Televizi Prima pořad Autosalon. V roce 2010 soutěžila s Lukášem Hojdanem ve čtvrté řadě taneční show veřejnoprávního programu ČT1 StarDance …když hvězdy tančí.
V sobotu 24. září 2011 se v kostele svatých Petra a Pavla v Mělníku provdala za profesionálního tanečníka a choreografa Petra Čadka. Dne 28. ledna 2012 porodila dceru Elenu Emilii a 16. července 2018 syna Theodora Christiana. S manželem pracovali na Hřebejkově seriálu Až po uši či Sedláčkově komedii Dědictví aneb Kurvaseneříká.
V roce 2007 se stala patronkou charitativní organizace DebRA ČR, poskytující péči lidem s nemocí motýlích křídel. V roce 2010 zahájila spolupráci s Dětským fondem Organizace spojených národů (UNICEF) a v únoru 2015 byla jmenována vyslankyní dobré vůle UNICEF v České republice.
Dne 21. listopadu 2020 se stala vítězkou sedmé řady televizní soutěže Tvoje tvář má známý hlas.
V roce 2025 nazpívala s Ondřejem Sokolem duet „Protipóly“ ke komedii Kouzlo derby.

## Filmografie

### Herecká filmografie
- 2002 – O princezně se zlatým lukem (Štěpána)
- 2005 – Mister Jazz
- 2005 – Kočičí princezna (Anička)
- 2005 – Já z toho budu mít smrt (Lidka)
- 2005 – Restart (spolubydlící Marie)
- 2006 – Poslední kouzlo (Anička)
- 2007 – Svatba na bitevním poli (hospodská Jarunka)
- 2007 – Bestiář (Sabina)
- 2008 – Sněžná noc (Karola)
- 2008 – Natěrač (nevěrná manželka Jana)
- 2008 – Kdopak by se vlka bál (maminka)
- 2010 – Dokonalý svět (módní ředitelka časopisu Michelle)
- 2011 – Tchyně a uzený (Valerie)
- 2011 – Muži v naději (průvodkyně)
- 2011 – Villa Faber (Gita)
- 2012 – Sněžný drak (královna Vilma)
- 2012 – Sejít z cesty (Marta)
- 2012 – Probudím se včera (Marie)
- 2014 – Dědictví aneb Kurvaseneříká (Rovnerová)
- 2014 – Hodinový manžel (Kristýna)
- 2019 – Nabarvené ptáče (Ludmila)
- 2019 – Román pro pokročilé (Bláža, majitelka hotelu)
- 2022 – Betlémské světlo (matka)
- 2022 – Hádkovi (Tereza)
- 2022 – Střídavka (Adéla)
- 2025 – Kouzlo derby (Kunešová)

### Dokumentární
- 1997 – Dukla - krev a mýtus 1: Osudný obzor
- 2007 – Film o filmu: Kdopak by se vlka bál
- 2011 – Rozmarná léta českého filmu
- 2012 – Neobyčejné životy

### Scenáristická filmografie
- 2012 – TýTý 2011 (moderátorka a spolupráce na scénáři)

### Televize
- Studio Kamarád
- Festivalové vteřiny
- 2000 – Četnické humoresky – díl „Hypnotizér“ (Hanička)
- 2004 – Černí baroni (Marcela)
- Od 2004 – Autosalon (moderátorka)
- 2005 – 3 plus 1 s Miroslavem Donutilem – díl „Škola“ (Soňa)
- 2005–2006 – Ordinace v růžové zahradě (sestra Markéta Hrubá-Vorlová)
- 2006 – Uvolněte se, prosím
- 2006 – Všechnopárty
- 2006 – To nevymyslíš! – díl „Harašení“ (Patricie), díl „Babička inkognito“
- 2007 – Vánoční posezení u muziky
- 2007 – U muziky na Silvestra
- 2007 – Trapasy
- 2007 – Četnické humoresky (Hanička)
- 2008 – Anno 2007
- 2008 – Hvězdný reportér
- Talkshow Jana Saudka
- Fakta Barbory Tachecí
- 2008 – Přísně tajné
- 2009 – Top star magazín
- 2010 – Zázraky přírody
- 2010 – VIP zprávy
- 2010 – Show Jana Krause
- 2010 – StarDance …když hvězdy tančí
- 2010 – StarDance …kolem dokola
- 2010 – Adéla ještě nevečeřela (divadelní záznam) (Květuška)
- 2010–2011 – Cukrárna (Vanilková / Mgr. Květa Sýkorová)
- 2011 – TýTý 2010
- 2011 – Prominenti
- Trumfy Miroslava Donutila
- 2011 – To byl náš hit
- 2012 – TýTý 2011
- 2012 – Silvestr jak Hron
- 2012 – Cesta na Hrad
- 2013 – Máme rádi Česko
- 2013 – Nevinné lži – díl „Lež má rozbité auto“ (Denisa)
- 2014 – Život a doba soudce A. K. (psycholožka Iva Seidlová)[18]
- 2014 – Až po uši (Zuzana)[19]
- 2015 – Doktor Martin (Lída Klasnová)
- 2015 – Místo zločinu Plzeň (Martina Janáčková)
- 2016 – Tvoje tvář má známý hlas (porotkyně)
- 2019 – Černé vdovy (Johana Rychnovská)
- 2019 – Most! (Ilona)
- 2020 – Tvoje tvář má známý hlas (soutěžící)
- 2021 – Hlava Medúzy (mjr. Karin Kaplanová)
- 2021 – Kukačky (Kamila)
- 2022 – Pozadí událostí (Klusová)

### Dabing
- TV film O smyslu života – Lauren Graham (Elizabeth)
- 2004 – seriál 24 hodin – 2. řada – Lourdes Benedicto (Carrie Turnerová)
- 2011 – TV film Šmoulové – Sofía Vergara (Odile)

## Divadlo

### Vybrané divadelní role
- JAMU
  - 1997–1998 – Muž z kraje La Mancha (Marie, žena hospodského / jedna z trestankyň a hospodských děvčat) – v roli Marie, ženy hospodského, vystupovala v alternaci s Markétou Smolíkovou[20]
  - 1998 – Pomáda (Grease) (zpívala a tančila)[21]
  - 1998–1999 – Svět kolem Susan B. (Henrietta M.)[22]
  - 1999 – Thyl Ulenspiegel (Kalleken, žena Lammeho Coedyaka / lehké děvy) – v roli Kalleken, ženy Lammeho Coedyaka, vystupovala v alternaci s Evou Nádaždyovou[23]
  - 1999–2000 – Malý krámek hrůz (Sandra / Rostlina, Děti ulice atd.) – v roli Sandry vystupovala v alternaci s Evou Nádaždyovou[24]
  - 2000 – Pozdvižení v lexiku aneb Žehožovo hože[25]
- Městské divadlo Brno
  - Od 1996 – West Side Story (Maria) – vystupuje v alternaci
  - 1998 – Babylon (Sibia) – vystupovala v alternaci s Terezou Pospíšilovou[26]
  - Od 1999 – My Fair Lady (ze Zelňáku) (Líza Ďulínková) – v roli Lízy vystupuje v alternaci s Radkou Coufalovou, Markétou Sedláčkovou, Petrou Jungmanovou a Alenou Antalovou[27][28]
  - 2000–2001 – Peer Gynt (První salašnice aj.)[29]
  - 2000 – Svět plný andělů (Sandra / Lea) – v roli Sandry vystupovala v alternaci s Petrou Jungmanovou, Janou Musilovou a Markétou Sedláčkovou a v roli Ley s Janou Musilovou a Janou Vaculíkovou[30]
  - 2001–2005 – Marná lásky snaha (Rosalina)[31]
  - 2001–2003 – Manželství na druhou aneb Barillinova svatba (Virginie, dcera Barillonové) – vystupovala v alternaci s Kateřinou Jakubcovou[32]
  - Od 2002 – Muzikály z Broadwaye (účinkuje sólo)[33]
  - 2002 – Slavnostní představení Le Mixer čili pohled do divadelní kuchyně[34]
  - 2003 – Cabaret (Sally Bowles) – vystupovala v alternaci s Radkou Coufalovou, Helenou Dvořákovou a Markétou Sedláčkovou[35]
  - 2004–2005 – Racek (Máša) – vystupovala v alternaci s Helenou Dvořákovou[36]
  - 2004 – Hair (Vlasy) (Sheila) – vystupovala v alternaci se Soňou Norisovou[37]
  - 2004 – Vydrž, miláčku! (Janie McMichaelová)[38]
  - 2006 – Slaměný klobouk (Louisa, dáma své doby) – vystupovala v alternaci s Evou Jedličkovou[39]
  - 2006–2008 – Marie Stuartovna (Marie Stuartovna, skotská královna)
- Městské divadlo Brno (Hudební scéna)
  - 2005 – Bouře (Miranda, Prosperova dcera) – vystupovala v alternaci s Evelínou Jirkovou[40]
  - 2006 – Cikáni jdou do nebe (Rada) – vystupuje v alternaci se Soňou Jányovou a Ivanou Vaňkovou[41]
  - Od 2007 – Čarodějky z Eastwicku (Sukie) – vystupuje v alternaci s Alenou Antalovou a Radkou Coufalovou[42][43]
- G studio centrum Brno
  - 2000 – Jeptišky (Sestra Lea) – vystupovala v alternaci s Johanou Gazdíkovou a Petrou Janečkovou[44]
  - 2001 – Viva Musical II aneb Kapky deště z Broadwaye[45]
  - 2002 – Jeptišky II aneb Úprk před záhadnými františkánkami (Sestra Marie Lea) – vystupovala v alternaci s Petrou Janečkovou a Martinou Michalcovou[46]
  - 2003 – Viva Broadway Night (hrála, zpívala a tančila)[47]
- Divadlo pod Palmovkou
  - 2006–2013 – Ještě jednou, profesore (Nataša) – vystupovala v alternaci s Terezou Kostkovou[48]
  - 2007–2011 – Gazdina roba (Eva, krajčířka) – vystupovala v alternaci s Terezou Kostkovou[49][50]
  - 2007–2011 – Ať žije královna! (Marie Stuartovna, skotská královna)[51]
  - 2011 – Chicago (Velma Kelly) – Do role nakonec kvůli těhotenství nenastoupila, bylo oznámeno, že roli nazkouší později, ale až do derniéry muzikálu se tak nestalo. Všechny představení tak odehrála její alternace Petra Jungmanová.
- Divadlo Bez zábradlí (Divadlo Adria)
  - Od 2004 – Cikáni jdou do nebe (Juliška, Zobarova milenka, Rada)[52]
- Slezsko divadlo Opava
  - 2006 – Racek (Máša) – vystupovala v alternaci s Blankou Fišerovou[53]
- Divadlo Palace
  - Od 2007 – Líbánky aneb Láska ať jde k čertu – vystupuje v alternaci s Martinou Preissovou[54]
  - 2009 – Divadelní komedie (Matylda)[55]
  - 2011 – Cena za něžnost (Emma (dcera Aurory))[56]
- Letní shakespearovské slavnosti
  - 2008 – Komedie omylů (Adriana, žena Antifola z Efezu) – vystupovala v alternaci s Lucií Trmíkovou[57]
- Divadlo Broadway
  - 2008 – Adéla ještě nevečeřela (Květuška, profesorova vnučka) – vystupovala v alternaci s Lucií Molnárovou a Zuzanou Norisovou[58]
- Goja Music Hall
  - 2003 – Les Misérables (Bídníci) (Fantine) – vystupovala v alternaci s Helenou Vondráčkovou, Kateřinou Brožovou a Šárkou Markovou[59]
  - 2012–2013 – Les Misérables (Bídníci) (Fantine) – vystupovala v alternaci s Petrou Peterovou a Kateřinou Brožovou[60]
- Divadelní spolek Kašpar (Divadlo v Celetné)
  - Od 2006 – Cyrano (Roxana) – vystupuje v alternaci s Evou Elsnerovou[61][62]
  - Od 2010 – Běsi (Lizaveta Nikolajevna Drozdovová) – vystupuje v alternaci s Jitkou Nerudovou[63][64]
- Divadlo Bolka Polívky
  - 2005–2015 – Garderobiér (Irene)
  - Od 2008 – Mínus dva (Mladá žena, Tanečnice, Herečka)
- Činoherní studio Bouře
  - Od 2011 – Cena za něžnost (Emma (dcera Aurory)[65]
- Divadlo Ungelt
  - Od 2015 – Království boží na zemi (Myrtle)[66]
  - Od 2015 – Mezi úterým a pátkem (Claudie)[67]
- Divadlo La fabrika
  - 2017 – Kleopatra (Kleopatra)